# مول العالم
مول العالم هو مشروع لبناء أكبر مركز تسوق من نوعه في العالم، وهو عبارة عن مدينة مكيفة بالكامل ومقامة على مساحات تتجاوز 48 مليون قدم مربع، يقع على شارع الشيخ زايد في مدينة دبي بالأمارات العربية المتحدة. ويتصل بمول العالم الذي يضم ثمانية ملايين قدم مربع من مساحات التسوق القابلة للزيادة لأكبر حديقة ألعاب داخلية في العالم تغطيها قبة واحدة يمكن فتحها خلال الشتاء ومناطق للمسارح والفعاليات الثقافية ومناطق للسياحة العلاجية وأكثر من 20 ألف غرفة فندقية والمول مجهز لاستقبال 180 مليون زائر سنويًا.
من المنتظر أن يضم المول مساحات كبيرة من المنتزهات لخلق بيئة بعيدة عن التلوث والازدحام للمشاة، ولتسهيل الوصول إلى مول العالم فإنه سيرتبط بشبكة ترام دبي بالإضافة إلى خطين من خطوط مترو دبي.